# Hirtodrosophila kangi
Hirtodrosophila kangi är en tvåvingeart som först beskrevs av Toyohi Okada och Lee 1961.  Hirtodrosophila kangi ingår i släktet Hirtodrosophila och familjen daggflugor. Inga underarter finns listade i Catalogue of Life.